# Helicoverpa pallida
Helicoverpa pallida là một loài bướm đêm thuộc họ Noctuidae. Nó là loài đặc hữu của Hawaii.

## Phụ loài
- Helicoverpa pallida nihoaensis (đảo Nihoa)
- Helicoverpa pallida pallida